# Nateväxter
Nateväxter (Potamogetonaceae) är en familj av enhjärtbladiga växter där natesläktet (Potamogeton) är det största släktet. Nateväxter är vattenväxter och hittas till exempel i dammar, åar och sjöar. De kan spridas till nya växtplatser genom att deras frön följer med vattenfåglar. 
Nateväxter har ofta krypande rotstockar och kan såväl bära blad under vattnet som ha blad som flyter på vattenytan. Blommorna sitter samlade i ax och är små och utan hylle.
I Norden förekommer ett tjugotal arter av nateväxter, bland annat gäddnate och ålnate.